# Mezquita Fazl
La Mezquita Fazl (mezquita de la generosa virtud) en Londres es la primera mezquita de la Comunidad Ahmadía en Inglaterra. La comunidad fue constituida en Londres en 1913 por misioneros ahmadíes. La piedra inaugural fue puesta en 1924 por Mirza Bashir-ud-Din Mahmud Ahmad y la inauguración oficial fue el 23 de octubre de 1926. La construcción de la mezquita fue financiada por mujeres ahmadíes de la India, que vendieron sus bienes y joyas a favor de la construcción de la mezquita. Se encuentra en el barrio de Wandsworth.
La construcción de esta mezquita se inserta dentro de la actividad misional de los ahmadía en Occidente. Su fundador, Mirza Ghulam Ahmad, decidió replicar los métodos de los misioneros cristianos en la India británica, de ahí que muchas de las primeras mezquitas en países occidentales hayan sido construidas por esta comunidad religiosa.
Desde abril de 1984 la mezquita es la sede de la cabeza de la Comunidad Ahmadía, el Khalifatul Massih. Hasta el 26 de septiembre de 2003 el Khalifatul Massih daba la prédica del viernes en este lugar, luego se trasladó a la nueva mezquita recién inaugurada Baitul Futuh, mucho mayor, con una capacidad para 4500 creyentes.

## Enlaces
- Fazl-Moschee
- Imam de la mezquita
- Bashir Ahmad Rafiq (Imam de la mezquita 1972 - 1979)
- List of Missionaries: The U.K. Ahmadiyya Muslim Mission